# Temporada 1998-1999 de la Unió Esportiva Sant Andreu
Temporada 1998-1999 de la UE Sant Andreu. És el club de futbol més representatiu del barri de Sant Andreu de Palomar, a Barcelona, i un dels clubs històrics del futbol català, fundat el 1909. En l'actualitat milita al Grup 3 de la Segona Federació, i el president del club és en Manuel Camino.

## Dades de la Temporada 1998-1999

### Lliga (Tercera)
- Tercera Divisió, grup 5è: dinovena posició. Baixa a Primera Catalana.

#### Primera volta
| 30 d'agost de 1998 | UE Sant Andreu | 0:4 | CD Tortosa |                            |  |
|                    |                |     |            | Narcís Sala, Sant Andreu · |  |

| 6 de setembre de 1998 | CE Premià | 1:2 | UE Sant Andreu |                            |  |
|                       |           |     |                | Municipal, Premià de Mar · |  |

| 13 de setembre de 1998 | UE Sant Andreu | 0:2 | CD Banyoles |                            |  |
|                        |                |     |             | Narcís Sala, Sant Andreu · |  |

| 20 de setembre de 1998 | AEC Manlleu | 3:0 | UE Sant Andreu |                      |  |
|                        |             |     |                | Municipal, Manlleu · |  |

| 27 de setembre de 1998 | UE Sant Andreu | 2:1 | CF Balaguer |                            |  |
|                        |                |     |             | Narcís Sala, Sant Andreu · |  |

| 4 d'octubre de 1998 | CE Mataró | 1:1 | UE Sant Andreu |                         |  |
|                     |           |     |                | Carles Padrós, Mataró · |  |

| 11 d'octubre de 1998 | UE Sant Andreu | 0:1 | CF Badalona |                            |  |
|                      |                |     |             | Narcís Sala, Sant Andreu · |  |

| 18 d'octubre de 1998 | FC Santboià | 1:2 | UE Sant Andreu |                                         |  |
|                      |             |     |                | Mossèn Fradera, Sant Boi de Llobregat · |  |

| 25 d'octubre de 1998 | UE Sant Andreu | 1:2 | FC Andorra |                            |  |
|                      |                |     |            | Narcís Sala, Sant Andreu · |  |

| 1 de novembre de 1998 | CF Reus Deportiu | 3:0 | UE Sant Andreu |                       |  |
|                       |                  |     |                | Nou Municipal, Reus · |  |

| 8 de novembre de 1998 | UE Sant Andreu | 0:0 | UA Horta |                            |  |
|                       |                |     |          | Narcís Sala, Sant Andreu · |  |

| 15 de novembre de 1998 | Vilobí CF | 1:0 | UE Sant Andreu |                             |  |
|                        |           |     |                | Municipal, Vilobí d'Onyar · |  |

| 22 de novembre de 1998 | UE Sant Andreu | 0:0 | UE Vilassar de Mar |                            |  |
|                        |                |     |                    | Narcís Sala, Sant Andreu · |  |

| 29 de novembre de 1998 | UE Vic | 2:0 | UE Sant Andreu |                  |  |
|                        |        |     |                | Municipal, Vic · |  |

| 6 de desembre de 1998 | UE Sant Andreu | 1:1 | FC Vilafranca |                            |  |
|                       |                |     |               | Narcís Sala, Sant Andreu · |  |

| 13 de desembre de 1998 | CE Europa | 4:2 | UE Sant Andreu |                        |  |
|                        |           |     |                | Nou Sardenya, Gràcia · |  |

| 20 de desembre de 1998 | UE Sant Andreu | 2:1 | UE Tàrrega |                            |  |
|                        |                |     |            | Narcís Sala, Sant Andreu · |  |

| 3 de gener de 1999 | UE Badaloní | 0:1 | UE Sant Andreu |                                        |  |
|                    |             |     |                | La Verneda, Sant Martí de Provençals · |  |

| 10 de gener de 1999 | UE Sant Andreu | 1:4 | FC Barcelona C |                            |  |
|                     |                |     |                | Narcís Sala, Sant Andreu · |  |

#### Segona volta
| 17 de gener de 1999 | CD Tortosa | 2:2 | UE Sant Andreu |                      |  |
|                     |            |     |                | Municipal, Tortosa · |  |

| 24 de gener de 1999 | UE Sant Andreu | 0:1 | CE Premià |                            |  |
|                     |                |     |           | Narcís Sala, Sant Andreu · |  |

| 31 de gener de 1999 | CD Banyoles | 3:2 | UE Sant Andreu |                      |  |
|                     |             |     |                | L'Estany, Banyoles · |  |

| 7 de febrer de 1999 | UE Sant Andreu | 0:3 | AEC Manlleu |                            |  |
|                     |                |     |             | Narcís Sala, Sant Andreu · |  |

| 14 de febrer de 1999 | CF Balaguer | 2:1 | UE Sant Andreu |                       |  |
|                      |             |     |                | Municipal, Balaguer · |  |

| 21 de febrer de 1999 | UE Sant Andreu | 0:1 | CE Mataró |                            |  |
|                      |                |     |           | Narcís Sala, Sant Andreu · |  |

| 28 de febrer de 1999 | CF Badalona | 1:0 | UE Sant Andreu |                                 |  |
|                      |             |     |                | Avinguda de Navarra, Badalona · |  |

| 7 de març de 1999 | UE Sant Andreu | 1:1 | FC Santboià |                            |  |
|                   |                |     |             | Narcís Sala, Sant Andreu · |  |

| 14 de març de 1999 | FC Andorra | 2:0 | UE Sant Andreu |                             |  |
|                    |            |     |                | Comunal, Andorra la Vella · |  |

| 21 de març de 1999 | UE Sant Andreu | 0:2 | CF Reus Deportiu |                            |  |
|                    |                |     |                  | Narcís Sala, Sant Andreu · |  |

| 28 de març de 1999 | UA Horta | 1:0 | UE Sant Andreu |                         |  |
|                    |          |     |                | Feliu i Codina, Horta · |  |

| 4 d'abril de 1999 | UE Sant Andreu | 3:3 | Vilobí CF |                            |  |
|                   |                |     |           | Narcís Sala, Sant Andreu · |  |

| 11 d'abril de 1999 | UE Vilassar de Mar | 4:0 | UE Sant Andreu |                               |  |
|                    |                    |     |                | Xevi Ramon, Vilassar de Mar · |  |

| 18 d'abril de 1999 | UE Sant Andreu | 1:1 | UE Vic |                            |  |
|                    |                |     |        | Narcís Sala, Sant Andreu · |  |

| 25 d'abril de 1999 | FC Vilafranca | 1:1 | UE Sant Andreu |                                     |  |
|                    |               |     |                | Municipal, Vilafranca del Penedès · |  |

| 2 de maig de 1999 | UE Sant Andreu | 1:0 | CE Europa |                            |  |
|                   |                |     |           | Narcís Sala, Sant Andreu · |  |

| 9 de maig de 1999 | UE Tàrrega | 3:1 | UE Sant Andreu |                     |  |
|                   |            |     |                | La Plana, Tàrrega · |  |

| 16 de maig de 1999 | UE Sant Andreu | 1:2 | UE Badaloní |                            |  |
|                    |                |     |             | Narcís Sala, Sant Andreu · |  |

| 23 de maig de 1999 | FC Barcelona C | 3:1 | UE Sant Andreu |                          |  |
|                    |                |     |                | Mini Estadi, Barcelona · |  |